# 亚历杭德罗·乌赫列斯
亚历杭德罗·乌赫列斯·吉博特（西班牙語：Alejandro Urgelles Guibot，1951年7月2日—1984年10月6日），古巴男子篮球运动员。他曾代表古巴国家队参加1972年、1976年和1980年夏季奥林匹克运动会篮球比赛，其中1972年奥运会获得一枚铜牌。